# Kostanjevac (żupania bielowarsko-bilogorska)
Kostanjevac – wieś w Chorwacji, w żupanii bielowarsko-bilogorskiej, w gminie Berek. W 2011 roku liczyła 143 mieszkańców.